# Су-27М
Если Вы ищете статью об обновленном истребителе Су-35 — см. Су-35.
Су-27М (заводской шифр Т-10М; по кодификации НАТО: Flanker-E — «Фланкер-Э») — реактивный истребитель, глубокая модернизация советского истребителя Су-27. Разработан в ОКБ Сухого (генеральный конструктор — М. П. Симонов).
Основное боевое применение — многоцелевой истребитель большого радиуса действия.
Имеет переднее горизонтальное оперение (ПГО) и радар с фазированной антенной решёткой. 
Первый полёт совершён 28 июня 1988 года (прототип Т-10М-1). 
Вылет первого серийного самолёта состоялся 1 апреля 1992 года. 
В первой половине 1990-х годов было выпущено 12 прототипов и три серийных образца, затем программа была закрыта.
На международный рынок самолёт предлагался под наименованием «Су-35», что впоследствии породило путаницу с самолётом Су-35С более поздней разработки.

## История создания
В 1977 году в ОКБ Сухого были начаты предварительные исследования возможных путей увеличения боевых возможностей истребителя Су-27, который в то время являлся самым мощным в мире серийным тяжёлым истребителем завоевания господства в воздухе. В Су-27 удалось удачно совместить хорошо отработанные конструктивные элементы самолётов 1970-х годов и достижения аэродинамики, двигателестроения и БРЭО первой половины 1990-х годов. Одним из ключевых направлений совершенствования самолёта явилось повышение его манёвренных характеристик (несмотря на, то что Су-27 являлся самым манёвренным в мире истребителем 4-го поколения, прогнозируемые тенденции развития зарубежных истребителей не позволили останавливаться на достигнутом) путём совершенствования аэродинамики при условии тесного сотрудничества с ЦАГИ.
Работы по созданию истребителя Су-27М, получившего «фирменное» обозначение «Т-10М», возглавил главный конструктор Н. Ф. Никитин, при общем руководстве генерального конструктора М. П. Симонова.
Для перспективных модификаций Су-27 — многофункционального истребителя Су-27М, палубного Су-27К и ударного самолёта Су-27ИБ была разработана аэродинамическая компоновка с передним горизонтальным оперением (ПГО), которое служило для формирования мощных вихревых жгутов, управляющих пограничным слоем, «набухающем» на крыле при движении самолёта на больших углах атаки. Вихревые генераторы, по рекомендации ЦАГИ, были применены приблизительно в то же время (на рубеже 1970-80-х годов) и при модернизации истребителя МиГ-23: последняя и наиболее маневренная версия этого самолёта — МиГ-23МЛД — была снабжена небольшими вырезами («клыками») на корневой части крыла.
Первые продувки в аэродинамических трубах различных вариантов ПГО для Су-27, проведенные совместно со специалистами ЦАГИ, выявили наличие ряда проблем, связанных с обеспечением управляемости самолёта в продольном канале на некоторых углах атаки.
К весне 1982 года был отработан вариант ПГО, пригодный для установки на истребитель.
В мае 1985 года опытная машина Т10-24 с передним горизонтальным оперением, пилотируемая лётчиком-испытателем В. Г. Пугачёвым, совершила первый полёт. Её испытаниями руководил ведущий инженер Г. С. Кузнецов. Полёты подтвердили ожидаемое улучшение характеристик устойчивости и управляемости на больших углах атаки, а также взлётно-посадочных характеристик.
28 июня 1988 года поднялся в воздух первый из пяти истребителей, переоборудованные из Су-27 в рамках программы Су-27М.

## Отличия отСу-27
- Усовершенствованное БРЭО
- Переднее горизонтальное оперение (ПГО)
- Носовая часть увеличенного объёма и диаметра для размещения нового радара
- Усиленная носовая стойка шасси с двумя колёсами
- Новое крыло с увеличенной относительной толщиной, позволяющее разместить больший объём топлива
- Кили увеличенной площади и толщины с углепластиковыми кессонами, позволили использовать их в качестве топливных баков. Отсутствие скоса законцовок килей.
- Штанга дозаправки (за исключением первых прототипов)
- Больший мидель и запас топлива
- Под крылом добавлено два узла внешней подвески (их общее число доведено до 14), что позволило увеличить вес вооружения с 6000 до 8000 кг.

Большинство изменений связаны с установкой нового радара — более совершенного и, как следствие, более тяжёлого. Новый радар расширил номенклатуру применяемых ракет класса воздух-земля и позволял эффективно поражать наземные и надводные цели. 

ПГО улучшило управляемость на больших углах атаки и компенсировало смещение аэродинамического фокуса из-за увеличения веса носовой части самолёта.

## Модификации
| Название модели | Краткие характеристики, отличия.                              |
| --------------- | ------------------------------------------------------------- |
| Су-35УБ         | Двухместный вариант Су-27М (первый полёт 7 августа 2000 года) |
| Су-37           | Вариант Су-27М с УВТ (первый полёт 2 апреля 1996 года).       |

## Экземпляры Су-27М

### Су-27М

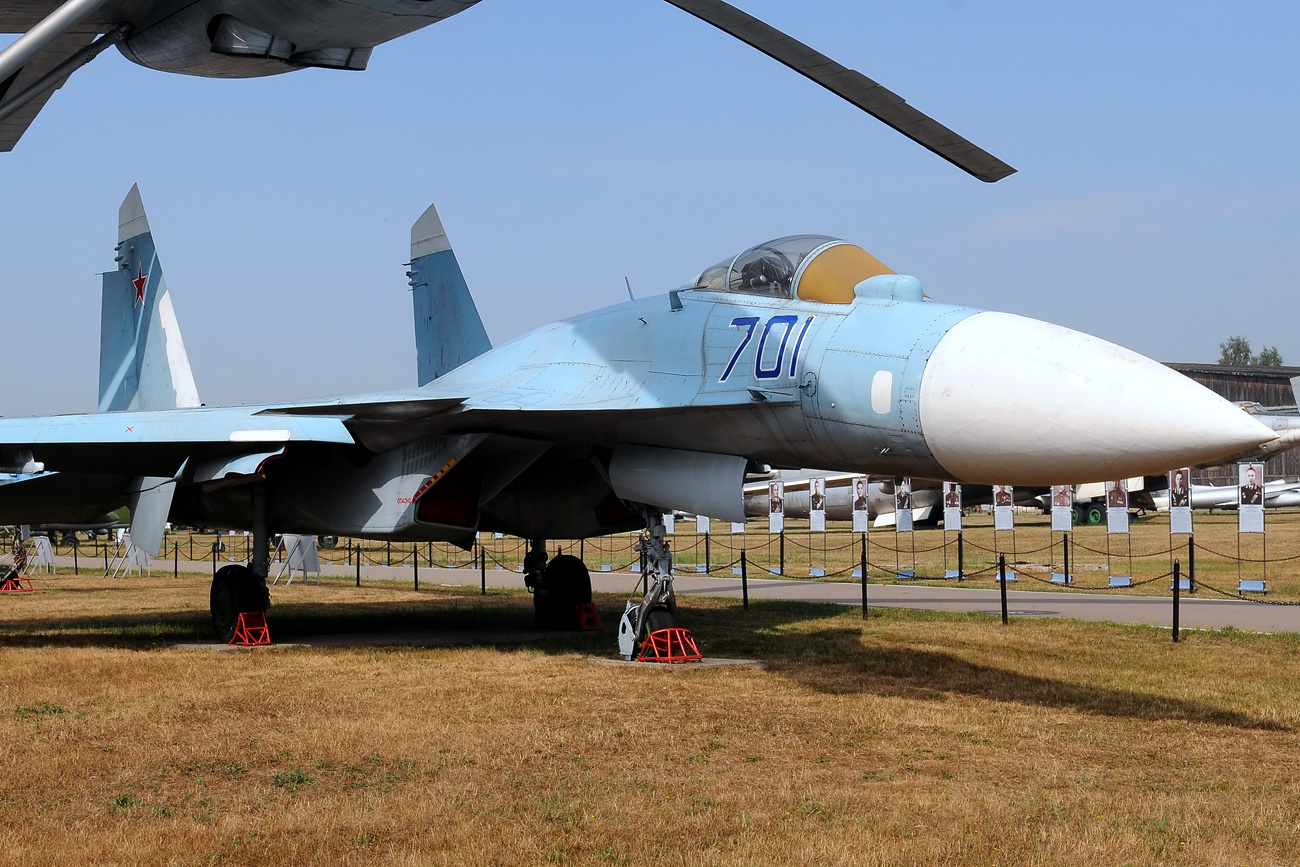
Т-10М-1 в экспозиции Центрального музея ВВС России, Монино

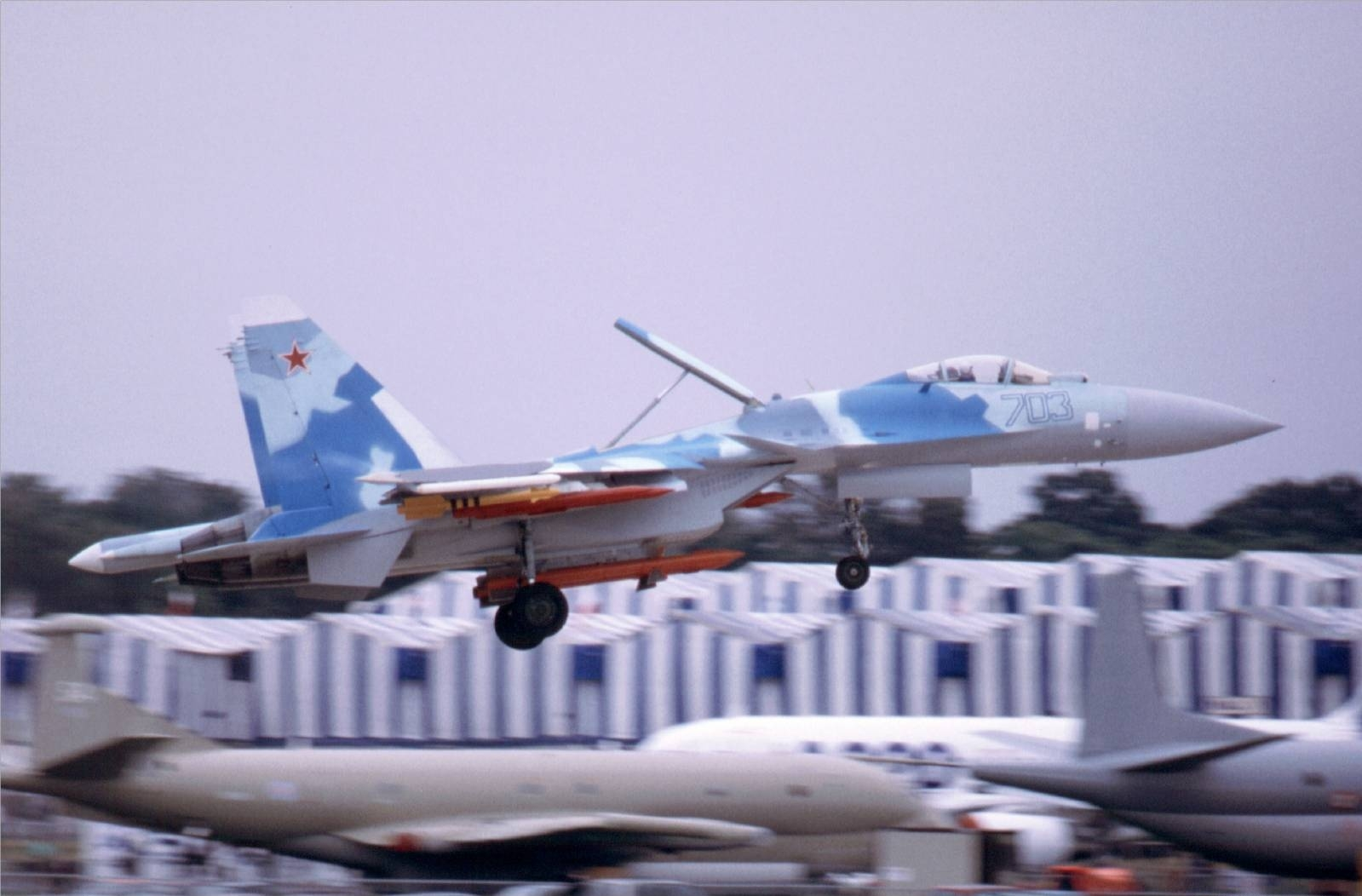
Т-10М-3 на авиашоу Фарнборо-1994

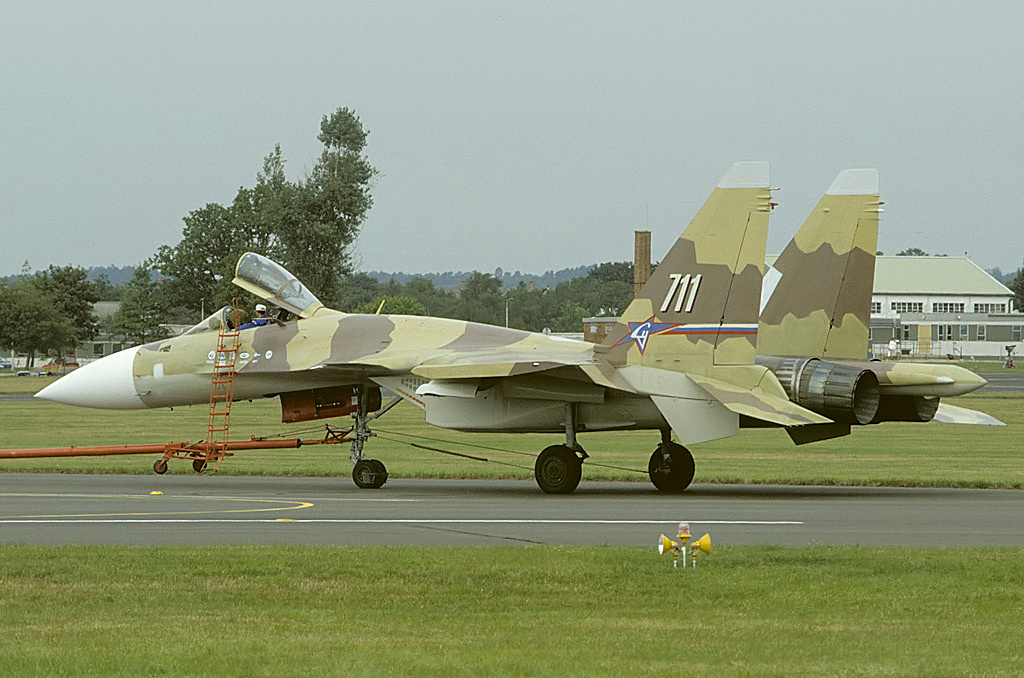
Су-37 (Т-10М-11) на авиашоу Фарнборо-1996

- Т-10М-0 (б/н ---) — экземпляр для статических испытаний[3].
- Т-10М-1 (б/н 701) — первый опытный экземпляр Су-27М (1988 год)[3]. Создан на базе серийного Су-27. Первый полёт 28 июня 1988 года. Во второй половине 1990-х, после завершения испытаний, передан в экспозицию Центрального музея ВВС в Монино.
- Т-10М-2 (б/н 702) — второй опытный экземпляр (1989 год). Создан на базе серийного Су-27[3].
- Т-10М-3 (б/н 703) — головной предсерийный образец[3]. Первый полёт 1 апреля 1992 года. Самолёт принял участие в I Международном авиационно-космическом салоне МАКС-1993 в Жуковском, в международном авиасалоне в Фарнборо в 1994 году. В июле 2003 года передан в состав АГВП «Русские витязи» и получил новый б/н 1[2].
- Т-10М-4 (б/н 704) — экземпляр для статических испытаний[3].
- Т-10М-5 (б/н 705) — опытный экземпляр. Создан на базе серийного Су-27[3].
- Т-10М-6 (б/н 706) — опытный экземпляр. Создан на базе серийного Су-27. В 1992 году на аэродроме Мачулищи (Белоруссия) был представлен министрам обороны стран СНГ[3].
- Т-10М-7 (б/н 707) — опытный экземпляр. Создан на базе серийного Су-27[3].
- Т-10М-8 (б/н 708) — предсерийный экземпляр[3].
- Т-10М-9 (б/н 709) — предсерийный экземпляр. Создан по образцу Т-10М-8[3].
- Т-10М-10 (б/н 710) — предсерийный экземпляр. Создан по образцу Т-10М-8[3]. С 2004 года использовался как летающая лаборатория для испытаний двигателей АЛ-41Ф1 .
- Т-10М-11 (б/н 711) — предсерийный экземпляр. Создан по образцу Т-10М-8. Известен под обозначением Су-37. Оснащён двигателями с УВТ. Потерян в аварии 19 декабря 2002 года.
- Т-10М-12 (б/н 712) — предсерийный экземпляр. Создан по образцу Т-10М-8[3]. Использовался как летающая лаборатория для испытаний РЛС Н011 Барс. В июле 2003 года передан в состав АГВП «Русские витязи» и получил новый б/н 2[2].
- 12-02 (б/н 86) — серийный самолёт. Построен в 1995 году, в 1996 передан в состав ГЛИЦ в Ахтубинске[3]. В июле 2003 года передан в состав АГВП «Русские витязи» и получил новый б/н 3[2].
- 12-03 (б/н 87) — серийный самолёт. Построен в 1995 году, в 1996 передан в состав ГЛИЦ в Ахтубинске[3]. В июле 2003 года передан в состав АГВП «Русские витязи» и получил новый б/н 4[2].
- 12-04 (б/н 88) — серийный самолёт. Построен в 1995 году, в 1996 передан в состав ГЛИЦ в Ахтубинске[3]. В июле 2003 года передан в состав АГВП «Русские витязи» и получил новый б/н 5[2].

### Су-37
Заводской шифр Т-10М-11 (б/н 711). По кодификации НАТО: Flanker-F.
Вариант Су-27М оснащённый двигателями с УВТ, усовершенствованной системой управления, цветными жидкокристаллическими МФИ, боковой малоходовой РУС и неподвижной тензометрической ручкой управления двигателем (РУД).
Произведён в 1993 году. Первоначально был подготовлен для участия в тендере ВВС ОАЭ, для которого был назван Су-37. После тендера самолёт стал летающей лабораторией по отработке двигателей с системой управления вектором тяги. Самолёт принимал участие в международном авиасалоне в Фарнборо в 1996 году, в международном авиасалоне в Ле Бурже в 1997 году, в III Международном авиационно-космическом салоне МАКС-1997, а также в авиашоу в Кубинке, Тушино и т. д.; комплекс фигур с элементами сверхманевренности демонстрировал лётчик-испытатель Евгений Фролов. В 2001 на самолёт были установлены обычные двигатели АЛ-31Ф. 19 декабря 2002 года самолёт под управлением лётчика-испытателя Юрия Ващука потерпел аварию в 80 км от аэродрома Раменское.
В ходе лётных испытаний, благодаря наличию УВТ, Су-37 продемонстрировал уникальные маневренные возможности. Впервые были отработаны новые манёвры, связанные с выходом на сверхбольшие углы атаки и околонулевые скорости:
- «Чакра Фролова»: разворот в плоскости симметрии на 360° (на Западе этот манёвр также известен как «Кульбит»);
- форсированный (за время, меньшее 10 секунд) боевой разворот;
- поворот на вертикали;
- «Кобра» с углами атаки 150—180°;
- переворот на «Колоколе».

### Су-35УБ

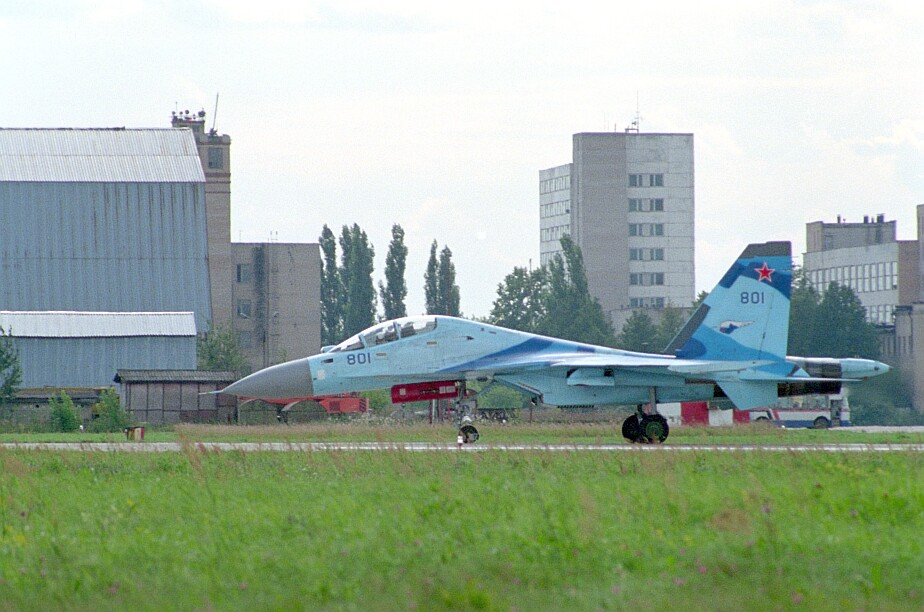
Прототип истребителя Су-35УБ (б/н 801)

- Т-10УБМ (б/н 801) — двухместный вариант Су-27М. Создан на базе серийного Су-30МКК[2]

По идее конструкторов, самолёт вобрал в себя самое лучшее, что было достигнуто на Су-30МК и
Су-37. И это произошло — по проекту Су-35УБ отличался от Су-30МКК двигателями, наличием ПГО и более совершенной бортовой РЛС, а от Су-30МКИ — двигателями и килями увеличенной высоты, толщины и площади (как на Су-27М и Су-30МКК), что позволяло увеличить дальность полёта по сравнению с Су-30МКИ. Установка более совершенного оборудования, в частности, бортовой РЛС Н011М, позволит применять на Су-35УБ всю номенклатуру серийных и перспективных ракет и бомб классов «воздух-воздух» и «воздух-поверхность».
Самолёт имеет 12 точек подвески вооружения, оснащён системой дозаправки топливом в воздухе и самой современной авионикой.
Интересно, что впервые на КнААПО проектирование Су-35УБ и выпуск рабочих чертежей велись со значительным использованием компьютерных технологий. Первый полёт опытного самолёта состоялся в 2000 году. Ожидается, что после проведения первого цикла заводских лётных испытаний новую опытную машину продемонстрируют на одном из международных авиасалонов в 2001 году.
1 ноября 2000 года южнокорейские лётчики завершили в подмосковном Жуковском лётные испытания многоцелевого истребителя Су-27М. Всестороннюю оценку Су-27М проводила группа из 5 южнокорейских лётчиков, совершивших в течение месяца 18 полётов на двухместном учебно-боевом истребителе Су-35УБ. Вместе с ними в воздух поднимались лётчики-испытатели «ОКБ Сухого» Игорь Вотинцев, Вячеслав Аверьянов и Игорь Соловьев. В ходе испытаний сравнивались заявленные АНПК «Сухой» ЛТХ самолёта с его реальными пилотажными возможностями.
Этот самолёт был показан в российском кинофильме «Зеркальные войны. Отражение первое» — в съёмках использовался самолёт Су-35УБ, № 801.

## Современное состояние и перспективы
- ВВС России — 3 серийных машины переданы в 1996 году, 2 предсерийные переданы в 2003 году из состава ОКБ Сухого. Все самолёты Су-27М Военно-воздушных сил России в настоящее время находятся в составе авиационной группы высшего пилотажа «Русские витязи», где на них было совершено несколько полётов, после чего было принято решение машины не использовать (из-за различий в оборудовании между всеми экземплярами). Впоследствии самолёты были разукомплектованы (то оборудование, что можно было использовать для обычных Су-27 группы, было снято). Во время праздников и дней открытых дверей на аэродроме Кубинка один-два экземпляра выставляют на статическую экспозицию. В остальное время — все пять машин не используются, ожидая списания.

## Тактико-технические характеристики

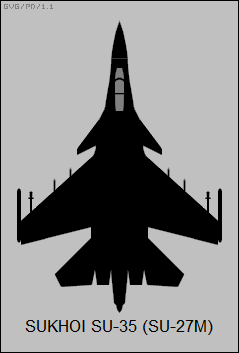
Су-27М, вид сверху

### Технические характеристики
- Экипаж: 1 человек
- Длина: 22,18 м
- Размах крыла: 14,70 м
- Высота: 6,43 м
- Площадь крыла: 62,04 м²
- Угол стреловидности по передней кромке: 42°
- Масса:
  - пустого: 18400 кг
  - нормальная взлётная масса: 25700 кг
  - максимальная взлётная масса: 34000 кг
- Двигатель:
  - тип двигателя: турбореактивный двухконтурный с форсажной камерой и управляемым вектором тяги на Су-37
  - модель: АЛ-31Ф / АЛ-31ФМ / АЛ-31ФП / АЛ-31ФУ / АЛ-35МЛ
  - тяга:
    - максимальная: 2 × 7670 кгс
    - на форсаже: 2 х 12500 / 12800 / 12500 кгс

  - масса двигателя: 1520 кг
  - управление вектором тяги:
    - углы отклонения вектора тяги: ±16° в любом направлении, ±20° в плоскости
    - скорость отклонения вектора тяги: 60 °/с

### Лётные характеристики
- Максимальная скорость:
  - на высоте: 2400 км/ч
  - у земли: 1400 км/ч (М=1,17)
- Крейсерская скорость: 800—950 км/ч (М=0,75—0,9)
- Дальность полёта:
  - без дозаправки: 3400 км
  - с одной дозаправкой: 6300 км
  - боевой радиус: 1600 км
- Практический потолок: 18000 м
- Скороподъёмность: >280 м/с
- Максимальная эксплуатационная перегрузка: +9 g
- Нагрузка на крыло:
  - при нормальной взлётной массе: 414 кг/м²
  - при максимальной взлётной массе: 548 кг/м²
- Тяговооружённость:
  - при нормальной взлётной массе: 0,97
  - при максимальной взлётной массе: 0,74

### Вооружение
- Пушечное: 1 × 30-мм авиационная пушка ГШ-30-1, 150 патронов
- Боевая нагрузка: 8000 кг
- Точки подвески: 12
  - Подвесные вооружения: возможна подвеска 8 УРВВ — Р-27РЭ, Р-27ТЭ, Р-77), а также малой дальности и ближнего боя (Р-73, Р-73М, Р-60М)и 6 УРВП С-25ЛД, Х-29, Х-59М, Х-31А и П, а также бомб — КАБ-500Кр, ФАБ-500, −250, ОФАБ-100 и НАР С-8, С-13, С-25.

### Видео
- RuTube.ru: ОАО «КНААПО» — Су-35